# Polyommatus pallidecolor
Polyommatus pallidecolor är en fjärilsart som beskrevs av Ruggero Verity 1946. Polyommatus pallidecolor ingår i släktet Polyommatus och familjen juvelvingar. Inga underarter finns listade i Catalogue of Life.